# Jean Bellay
Pour les articles homonymes, voir Bellay.
Jean Bellay est un coureur cycliste français, né le 11 octobre 1930 dans le 12e arrondissement de Paris, et mort le 6 mai 1989 à Montfermeil (Seine-Saint-Denis). Il a été professionnel dans les équipes Mercier-Hutchinson-A.Magne et Mercier-BP-Hutchinsonde de 1954 à 1958.

## Palmarès
- 1952
  - 3e de Paris-Rouen
- 1953
  - Paris-Dreux
  - 3e du Grand Prix de l'Équipe et du CV 19e
- 1954
  - Classement général du Tour de l'Oise
- 1955
  - 6e du Tour des Flandres
- 1957
  - Tour de Haute-Savoie
  - 3e étape du Tour de Champagne
- 1958
  - 3e étape secteur a du Tour de Romandie
  - 1re étape du Tour de l'Oise
  - 3e du Circuit des Ardennes
  - 3e du Circuit de la Vienne
  - 3e du Tour de l'Oise
- 1962
  - 2e du Grand Prix cycliste de L'Humanité
- 1966 
  - 2e étape de la Rás Tailteann
  - 2e de la Rás Tailteann
- 1967
  - 2e du championnat de France FSGT

## Résultats sur le Tour de France
2 participations
- 1954 : 66e
- 1957 : abandon (4e étape)